# Papiro 106

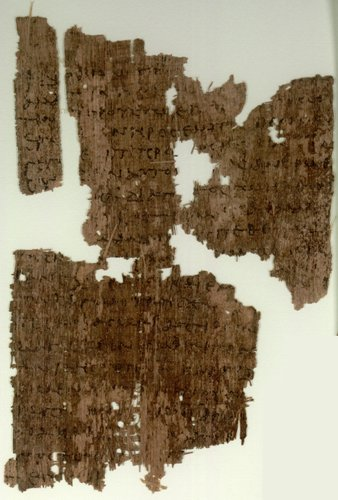
Papiro 106.

El Papiro 106 (en la numeración Gregory-Aland) designado como {\displaystyle {\mathfrak {P}}}106, es una copia antigua de una parte del Nuevo Testamento en griego. Es un manuscrito en papiro del Evangelio de Juan y contiene la parte de Juan 1:29-35 y 1:40-46. Ha sido asignado paleográficamente al siglo III.
El texto griego de este códice es un representante del Tipo textual alejandrino, también conocido neutral o egipcio. Aún no ha sido relacionado con una Categoría de los manuscritos del Nuevo Testamento.
Este documento se encuentra en la biblioteca Sackler de la Universidad de Oxford (Papyrology Rooms, shelf number P. Oxy. 4445), en Oxford.

### Lectura recomendada
- W. E. H. Cockle, The Oxyrhynchus Papyri LXV (London: 1998), pp. 11–14.
- Comfort, Philip W.; David P. Barrett (2001). The Text of the Earliest New Testament Greek Manuscripts. Wheaton, Illinois: Tyndale House Publishers. pp. 645-647. ISBN 978-0-8423-5265-9.